# SunTechnics
SunTechnics war ein international tätiger Komplettanbieter von schlüsselfertigen Lösungen für Erneuerbare Energien mit Hauptsitz in Hamburg. 
Das Unternehmen plante und installierte Komplettsysteme in den Bereichen Photovoltaik, Solarthermie, Wärmepumpen, Pelletöfen oder Bioenergie. Auch Dienste wie Beratung, Finanzierung und Anlagenüberwachung via Internet gehörten zum Leistungsspektrum des Unternehmens.

## Geschichte
SunTechnics wurde 1996 von Hans-Martin Rüter als Ein-Mann-Unternehmen in Hamburg gegründet.
Der Produktvertrieb in Deutschland erfolgte über ein Franchisingsystem, wobei der Franchisenehmer z. B. im Jahre 2003 einmalig 10.000 Euro zu zahlen hatte.
Das Planungs- und Installationsunternehmen hatte sein internationales Wachstum stark vorangetrieben. Neben den ersten Auslandspräsenzen in der Schweiz, Spanien und Portugal hatte SunTechnics 2005 weitere Tochtergesellschaften in den USA und Indien gegründet und war seit 2006 auch in Südkorea, Singapur, Brasilien, Italien, Belgien, Griechenland und Frankreich aktiv. Tochtergesellschaften in Thailand und der Volksrepublik China folgten. Im Jahr 2006 erwirtschaftete das Unternehmen einen Umsatz von rund 343 Millionen Euro. Neben den freiberuflichen Franchisenehmern waren weltweit mehr als 850 Mitarbeiter für SunTechnics tätig.
Im Jahre 2005 wurde die SunTechnics GmbH eine Tochtergesellschaft der Conergy AG. 2008 wurde sie mit der Conergy Deutschland GmbH verschmolzen, wobei die Marke 
SunTechnics erhalten blieb.